# Johannes Zwijsen
Johannes Zwijsen (Zwysen) (28 de agosto de 1794 – 16 de outubro de 1877) foi um prelado católico holandês que serviu como o primeiro arcebispo de Utrecht após o restabelecimento da hierarquia episcopal nos Países Baixos em 1853.

## Início da vida e sacerdócio
Johannes Zwijsen nasceu em 28 de agosto de 1794 em Tilburgo . Zwijsen foi ordenado diácono em 19 de janeiro de 1817 e sacerdote em 20 de dezembro de 1817.
Ele serviria primeiro como capelão em Schijndel, depois se tornaria pároco em Tilburg. Durante seu tempo em Tilburg, ele conheceu o então herdeiro aparente, Guilherme II dos Países Baixos . Uma forte amizade se formou entre os dois, tão forte que alguns contemporâneos sugeriram uma relação homossexual . Contudo, isto parece basear-se apenas em rumores. Esse vínculo único que ele compartilhava com o rei atingiu o ápice quando ele o acompanhou em seu leito de morte em 1849. Durante esta amizade com Guilherme II, Zwijsen conheceu o governo holandês, em particular pessoas como Johan Rudolph Thorbecke .

## Bispo titular e vigário apostólico
Em 17 de abril de 1842, foi consagrado bispo titular de Geras e coadjutor do vicariato apostólico de s-Hertogenbosch, na Igreja de São Dinis de Paris em Tilburg, pelo barão Cornelius Ludovicus van Wijkerslooth, bispo ordenante para os Países Baixos.
Zwijsen tomou como lema episcopal: Mansuete et fortiter, que significa manso e forte. Ele viveria de acordo com esse lema, mantendo a cabeça baixa sempre que entrasse em conflito com a população protestante, chegando mesmo a dizer ao Papa Pio IX que a melhor maneira de conseguir qualquer coisa no seu país era fazê-lo silenciosamente.
Ele fundou as Irmãs da Caridade de Nossa Senhora Mãe da Misericórdia como uma ordem de ensino, e os Irmãos de Nossa Senhora Mãe da Misericórdia para realizar obras de caridade e obras de misericórdia. Em 1847 foi nomeado vigário apostólico da Missão Holandesa (Hollandse Zending), até 1848.

## Primeiro Arcebispo de Utrecht
Quando o Papa Pio IX, com a carta apostólica "Ex qua die", reorganizou a Igreja Católica dos Países Baixos, Utrequet foi elevada novamente à categoria de arquidiocese, e Zwijsen foi nomeado o primeiro arcebispo; como administrador, ele também governou a diocese de 's-Hertogenbosch. A sua ligação ao governo holandês, obtida através da sua amizade com Guilherme II, foi provavelmente um factor nesta nomeação.
Ele assumiu com grande energia e cautela a organização da arquidiocese restaurada, embora preferisse que ela fosse sediada em s-Hertogenbosch. Por meio de numerosos decretos, ele providenciou a melhoria da disciplina, o incentivo às ordens religiosas e às associações eclesiásticas e o estabelecimento de escolas católicas.
Em 1857 foi inaugurado o seminário diocesano para a formação de um clero competente. Em 1858, os capítulos catedrais da arquidiocese foram organizados e em 1864 foi realizado o primeiro sínodo provincial.

## Renúncia e morte
Zwijsen renunciou ao cargo de arcebispo de Utreque em 4 de fevereiro de 1868, mantendo apenas a direção da diocese de 's-Hertogenbosch. Lá permaneceu bispo até sua morte em 16 de outubro de 1877.